# Bilejique (província)
Bilejique (em turco: Bilecik) é uma província (iller) do noroeste da Turquia, situada na região (bölge) de Mármara (em turco: Marmara Bölgesi), com capital na cidade homónima. Tem 4 307 km² de área e em 2020 tinha 218 717 habitantes.